# 12 Brygada WOP

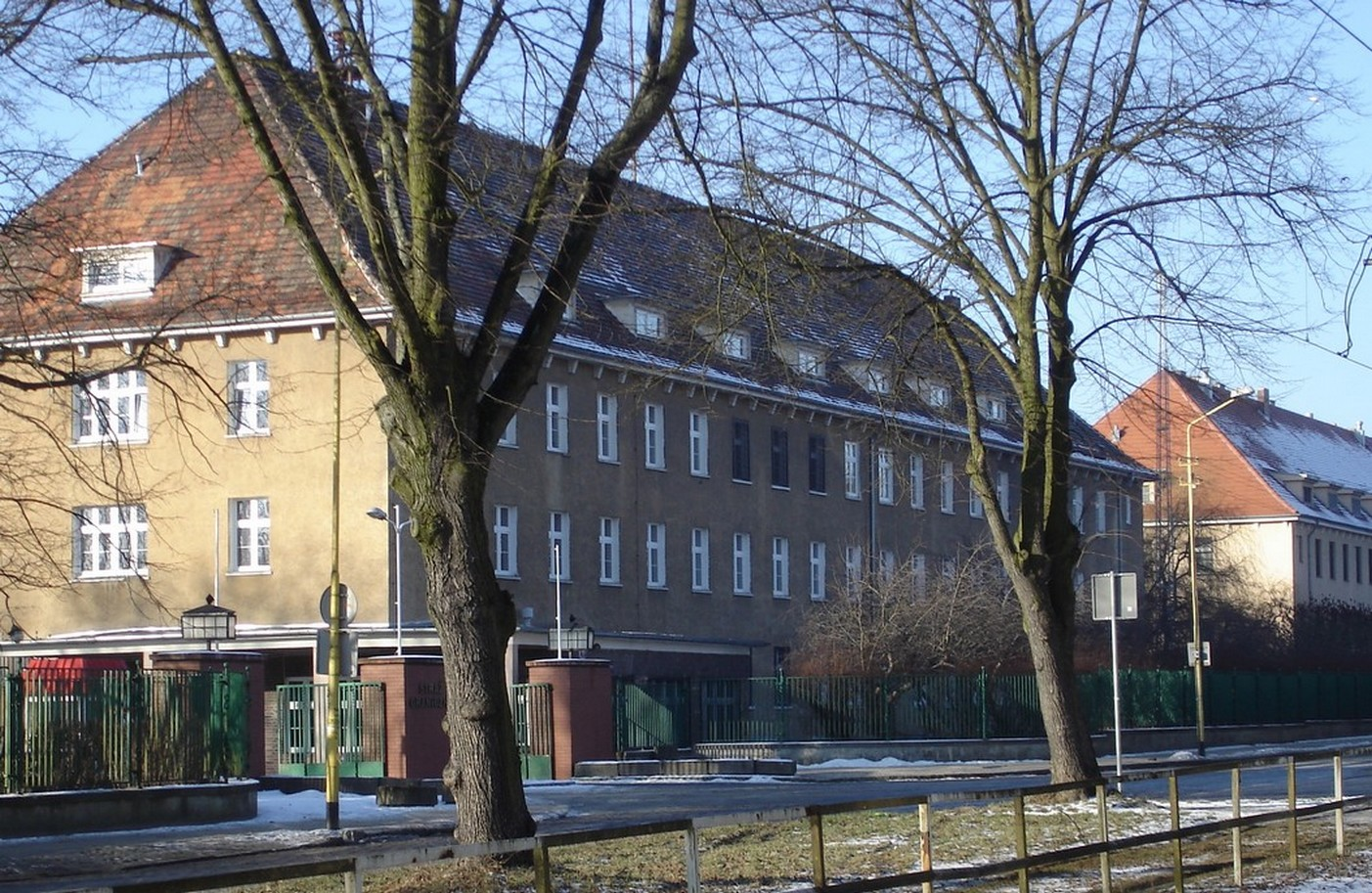
W tym budynku mieścił się sztab brygady

 12 Brygada Wojsk Ochrony Pogranicza – związek taktyczny Wojsk Ochrony Pogranicza pełniący służbę ochronną na granicy polsko-niemieckiej.

## Formowanie i zmiany organizacyjne
Sformowana w 1950 na bazie 8 Brygady Ochrony Pogranicza, na podstawie rozkazu MBP nr 043/org z 3 czerwca 1950. Nowa numeracja batalionów i brygad weszła w życie z dniem 1 stycznia 1951. Sztab brygady stacjonował w Szczecinie. 
W 1951 sformowano dywizjon okrętów pogranicza WOP Świnoujście, a w 1952 – batalion portowy WOP Świnoujście
W 1954 sformowano rzeczny dywizjon okrętów pogranicza Szczecin, a w 1957 - 125 batalion WOP Świnoujście.
W 1955 sztab brygady mieścił się Szczecinie przy ul. Żołnierskiej 4.

Zgodnie z etatem czasu „P” nr 352/18, na dzień 1 listopada 1954 brygada liczyła 4320 żołnierzy, a etat czasu „W” nr 0352/15 przewidywał 4482 żołnierzy.
W 1956 rozformowano 125 batalion WOP Międzyzdroje, a 121 batalion WOP Mieszkowice przekazano 9 Brygadzie WOP w Krośnie Odrzańskim.

Zgodnie z etatem czasu „P” nr 352/39, na dzień 1 sierpnia 1957 brygada liczyła 3652 żołnierzy, a etat czasu „W” nr 0352/23 przewidywał 4795 żołnierzy.
Przeformowana w 1958. Na jej bazie powstała 12 Pomorska Brygada WOP.

## Służba graniczna
12 września 1953 na brzegu Odry stwierdzono ślady nielegalnego przekroczenia granicy. Patrol blokujący drogę do stacji PKP zatrzymał mężczyznę, który podając się za mieszkańca pogranicza nie znał okolicznych miejscowości. W drodze do strażnicy odrzucił kompas. W toku dochodzenia przyznał się do współpracy z obcym wywiadem. Żołnierzy patrolu odznaczono Srebrnym Medalem "Zasłużonym na Polu Chwały".
6 października 1953 w nocy nad Odrą obsada zasadzki zauważyła łódź przybijającą do polskiego brzegu. Mężczyzna wezwany do zatrzymania usiłował użyć broni i odpłynąć na stronę NRD. Żołnierze zatrzymali i obezwładnili obywatela NRD, podejrzanego o przerzut ludzi przez granicę państwa. Żołnierzy odznaczono Krzyżami Walecznych.

## Struktura organizacyjna
W 1950:

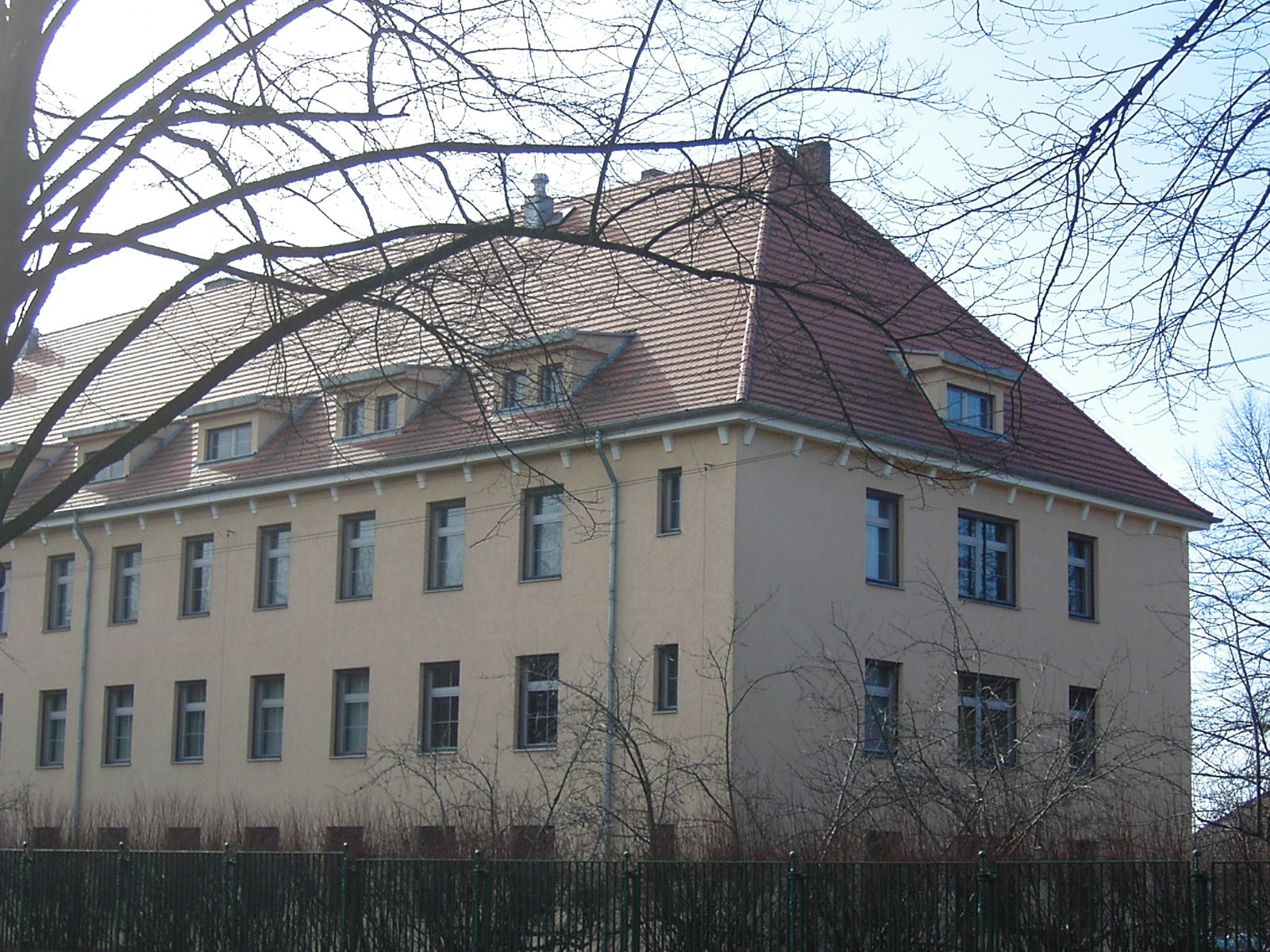
W tych koszarach stacjonował sztab 123 batalionu WOP

- dowództwo, sztab i pododdziały dowodzenia
- 121 batalion WOP – Mieszkowice
- 122 batalion WOP – Chojna
- 123 batalion WOP – Szczecin
- 124 batalion WOP – Police (Trzebież)[9]
- 125 batalion WOP – Międzyzdroje
- batalion portowy WOP Szczecin
- samodzielny batalion kutrów granicznych portu Szczecin
- Flotylla Morska WOP – Trzebież

Graniczne placówki kontrolne: 
- Graniczna Placówka Kontrolna Widuchowa (rzeczna)
- Graniczna Placówka Kontrolna Bobolin (kolejowa)
- Graniczna Placówka Kontrolna Rosówek (drogowa, kolejowa)
- Graniczna Placówka Kontrolna Kołbaskowo (drogowa)
- Graniczna Placówka Kontrolna Trzebież (rybacka)
- Morska Graniczna Placówka Kontrolna Szczecin (morska)
- Graniczna Placówka Kontrolna Świnoujście (morska)

## Dowódcy brygady
- ppłk Stanisław Bański – do 1.10.1952
- ppłk Edward Suchy – do 11.11.1956
- płk Tadeusz Tymicki

## Przekształcenia
3 Oddział Ochrony Pogranicza → 3 Szczeciński Oddział WOP → 8 Brygada Ochrony Pogranicza → 12 Brygada WOP → 12 Pomorska Brygada WOP → Pomorska Brygada WOP → Pomorski Oddział Straży Granicznej